# Chhata
Chhata é uma cidade e uma nagar panchayat no distrito de Mathura, no estado indiano de Uttar Pradesh.

## Geografia
Chhata está localizada a 27° 43′ N, 77° 30′ L. Tem uma altitude média de 186 metros (610 pés).

## Demografia
Segundo o censo de 2001, Chhata tinha uma população de 19,836 habitantes. Os indivíduos do sexo masculino constituem 54% da população e os do sexo feminino 46%. Chhata tem uma taxa de literacia de 51%, inferior à média nacional de 59.5%; a literacia no sexo masculino é de 63% e no sexo feminino é de 37%. 19% da população está abaixo dos 6 anos de idade.